# Wojna gotlandzka (1288)
Wojna gotlandzka – wewnętrzny konflikt, który miał miejsce w roku 1288 na Gotlandii, gdzie doszło do starcia interesów bogatych mieszczan z Visby i lokalnych rolników. 
Starcia te miały swoje podłoże w narastających napięciach ekonomicznych i społecznych, które doprowadziły do zbrojnej konfrontacji. Główne przyczyny konfliktu były związane z polityką handlową, nowymi podatkami oraz budową fortyfikacji miejskich w Visby, co budziło opór ludności rolniczej.

## Geneza
Gotlandia od wieków była związana z Królestwem Szwecji na podstawie umowy przewidującej, że wyspa będzie opłacała roczny podatek w wysokości 60 marek srebra. Dodatkowo mieszkańcy Gotlandii byli zobowiązani do wystawienia siedmiu okrętów wojennych w przypadku, gdyby król Szwecji wzywał wyspę do walki. Było to częścią tzw. „ledung” – obowiązku wojskowego, nakładającego na ludność Gotlandii udział w królewskich wyprawach zbrojnych.
Z biegiem czasu sytuacja gospodarcza na wyspie zaczęła się komplikować, zwłaszcza wobec miasta Visby – ważnego ośrodka handlowego w regionie Morza Bałtyckiego. Mieszkańcy Visby, przeważnie kupcy, rozpoczęli budowę murów obronnych wokół swego miasta, co było wyrazem rosnącej niezależności oraz próbą zabezpieczenia swych interesów. Stawianie nowych fortyfikacji łączyło się jednak z opłatami naruszającymi interes lokalnych rolników. Ponadto mieszczanie wprowadzili dodatkowe myta, co dodatkowo obciążało rolników, gdy chcieli oni sprzedawać swoje towary w mieście.

## Przebieg

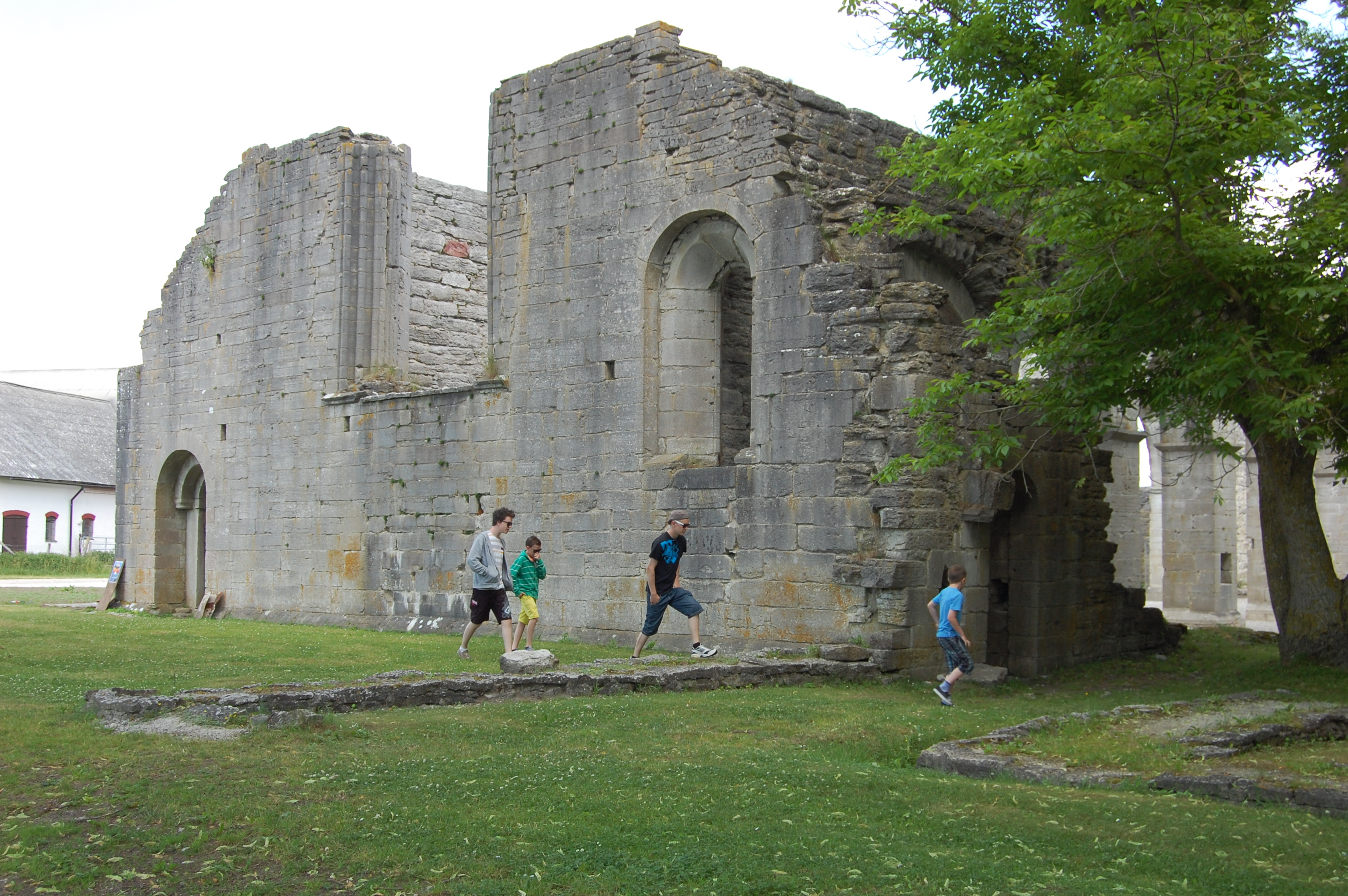
Opactwo Roma, ruiny kościoła

W kwietniu 1288 roku doszło do otwartego starcia pomiędzy siłami mieszkańców Visby a armią rolników. Główne starcie miało miejsce w bitwie pod Hogebro, gdzie chociaż chłopi mieli przewagę liczebną, lepsze uzbrojenie oraz organizacja po stronie mieszczan przeważyły szalę zwycięstwa na korzyść Visby. Rolnicy nie poddali się jednak po tej porażce i zorganizowali kolejne zgrupowanie przy klasztorze Roma, gdzie doszło do kolejnej bitwy. Obie strony poniosły duże straty, a wynik starcia pozostał nierozstrzygnięty. Interweniowali wtedy duchowni, którzy podjęli mediacje prowadzące do zawieszenia broni i rozpoczęcia negocjacji pokojowych.

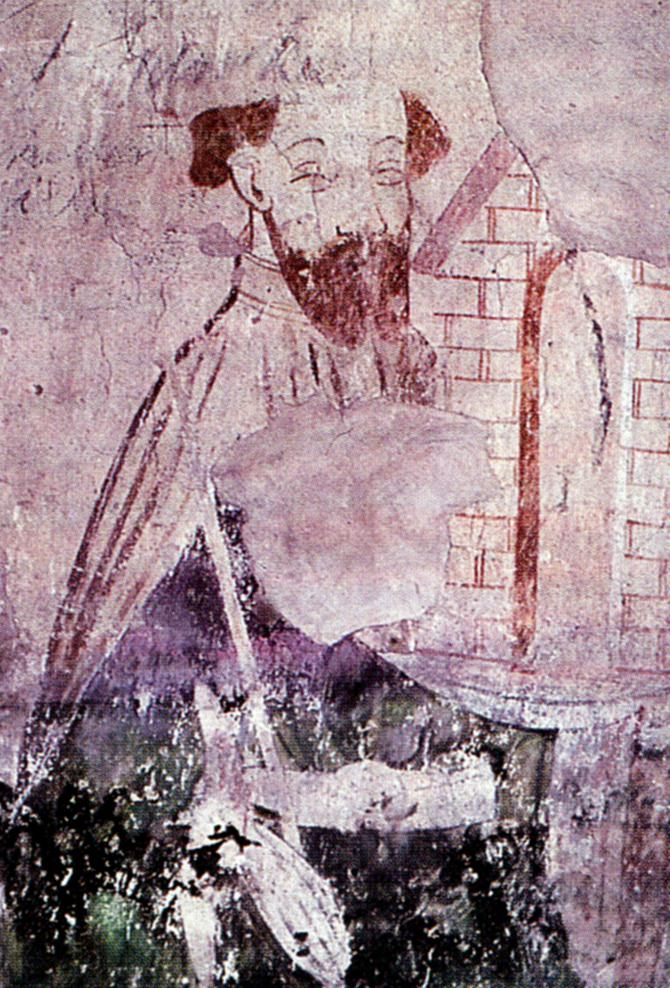
Król Szwecji Magnus III

Król Szwecji Magnus III, zaniepokojony eskalacją konfliktu, wezwał do siebie przedstawicieli obu stron. W październiku 1288 roku delegacje mieszczan i rolników przybyły na dwór królewski w Nyköping, gdzie rozpoczęły się rozmowy pokojowe. Mieszkańcy Visby przyznali się do błędu, polegającego na fortyfikowaniu miasta oraz prowadzeniu wojny bez zgody króla. Zobowiązali się zapłacić karę w wysokości 2000 marek srebra oraz 500 marek pieniężnych, które miały być spłacone w ratach. Ponadto zobowiązali się, że wszelkie przyszłe konflikty będą rozstrzygane przez króla, zanim oni sami podejmą jakiekolwiek działania wojskowe.
W ramach porozumienia mieszczanie Visby zobowiązali się również, że w razie buntu rolników otworzą bramy miasta dla wojsk królewskich i udzielą wszelkiej możliwej pomocy. Mieli także wydalić każdego, kto sprzeciwiłby się królewskiej władzy. W przypadku złamania umowy miastu groziła kara w wysokości 10 tysięcy srebrnych marek, a także ekskomunika ze strony Kościoła, gdyby złamanie porozumienia zostałoby potwierdzone przez biskupa Linköping.

## Skutki
Wojna na Gotlandii zakończyła się formalną ugodą, która umocniła pozycję króla Szwecji. Zmniejszyła także niezależność miasta Visby, które musiało podporządkować się królewskim rozkazom. Konflikt wpłynął również na pogłębienie podziałów społecznych na wyspie, a bogaci mieszczanie z Visby, mimo że ponieśli pewne straty, umocnili swoje wpływy kosztem rolników.
Porozumienie zawarte między stronami zapewniło chwilowy spokój, jednak napięcia na wyspie nie zostały całkowicie zażegnane. Visby nadal rozwijało się jako jedno z najważniejszych miast handlowych regionu bałtyckiego, a jego wpływy handlowe, zwłaszcza związane z działalnością Ligi Hanzeatyckiej, przyczyniały się do dalszych tarć z lokalną ludnością rolniczą.